# Mainauer Naturlehre

Basler Manuskript (B VIII 27 293r) der Mainauer Naturlehre, um 1300

Die Mainauer Naturlehre ist ein um 1300 entstandenes Werk eines unbekannten Autors. Es stellt den Versuch dar, das naturwissenschaftliche Wissen der Zeit in deutscher Prosa darzustellen, so wird z. B. die Kugelgestalt der Erde postuliert („div erde, div ist kvgeleht“). Als Grundlage dienten vor allem der Tractatus de sphera und der Computus des Johannes de Sacrobosco sowie das anonyme Secretum secretorum. Der Entstehungsort ist unbekannt, es ist sicher nicht die 1831 von Wilhelm Wackernagel in seiner Ausgabe vermutete Insel Mainau im Bodensee. Erhalten ist sie vollständig nur in einer um 1300 entstandenen Handschrift der Universitätsbibliothek Basel (B VIII 27 293ra-304rb).

## Inhalt
Das Werk behandelt die folgenden Themen:

- Die vier Elemente des menschlichen Körpers
- Die Erde eine Kugel
- Die drei Kontinente
- Die vier Temperamente
- Die sieben Planeten und die Fixsterne
- Verschiedene Zeiteinteilungen
- Lehre von der gesunden Lebensführung
- Die vier Lebensalter
- Mond- und Sonnenfinsternisse
- Die Mondphasen
- Die Tierkreiszeichen
- Kalenderberechnung
- Über die Monate
- Die Unglückstage
- Die fünf beweglichen Feste

## Editionen
- Meinauer Naturlehre Hrsg.: Wilhelm Wackernagel, Stuttgart 1851
- Die sogenannte Mainauer Naturlehre, Hrsg.: H. R. Plant/M. Rowlands/R. Burkhart, Göppingen 1972
- Die Mainauer Naturlehre. Ein astronomisch-diätetisch-komputistisches Lehrbuch aus dem 14. Jahrhundert. Mit einer Quellenuntersuchung, Hrsg.: Francis B. Brévart, in: Sudhoffs Archiv 71, 1987, 2, S. 157–179
- Die «Mainauer Naturlehre» im Kontext der Wissenschaftsgeschichte, Hrsg.: M. Mosimann, Tübingen/Basel 1994